# Stemorrhages euthalassa
Stemorrhages euthalassa is een vlinder uit de familie van de grasmotten (Crambidae), uit de onderfamilie van de Spilomelinae. De wetenschappelijke naam van deze soort is voor het eerst voorgesteld als Margaronia euthalassa door Edward Meyrick in een publicatie uit 1934.
De soort komt voor op de Marquesaseilanden.